# Греч (Осіка-де-Сус, Олт)
Греч (рум. Greci) — село у повіті Олт в Румунії. Входить до складу комуни Осіка-де-Сус.
Село розташоване на відстані 139 км на захід від Бухареста, 16 км на південь від Слатіни, 43 км на схід від Крайови.

## Населення
За даними перепису населення 2002 року у селі проживали 956 осіб, усі — румуни. Рідною мовою 955 осіб (99,9%) назвали румунську.